# 圣康斯坦-富尔努莱斯
圣康斯坦-富尔努莱斯（法語：Saint-Constant-Fournoulès，法語發音：[sɛ̃ kɔ̃stɑ̃ fuʁnulɛs]）是法国康塔尔省的一个市镇，属于欧里亚克区。该市镇于2016年由原市镇圣康斯坦和富尔努莱斯合并而成。

## 地理
圣康斯坦-富尔努莱斯（44°41'8"N, 2°13'55"E）面积28.98 平方千米，位于法国奥弗涅-罗讷-阿尔卑斯大区康塔爾省，该省份为法国中南部省份，位于法國中央高原中心，北起科雷兹省、上盧瓦爾省和多姆山省，西接洛特省和科雷兹省，南至阿韦龙省和洛特省，东临上盧瓦爾省和洛泽尔省。
与圣康斯坦-富尔努莱斯接壤的市镇（或旧市镇、城区）包括：圣桑坦、莱纳克、莫尔斯、圣艾蒂安德莫尔斯、圣桑坦德莫尔斯、勒特里尤卢、皮卡佩勒。
圣康斯坦-富尔努莱斯的时区为UTC+01:00、UTC+02:00（夏令时）。

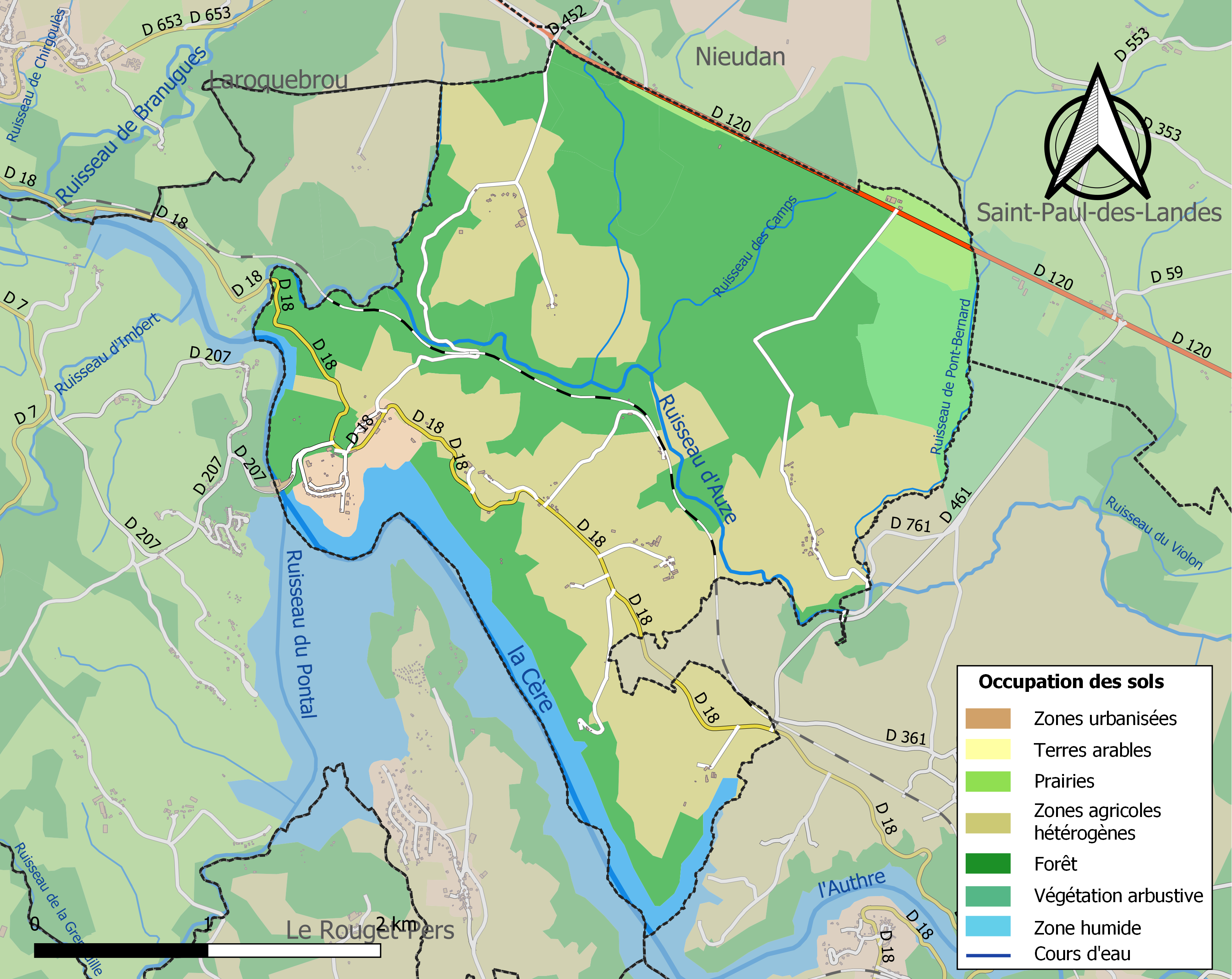
圣康斯坦-富尔努莱斯的OSM定位图

## 行政
圣康斯坦-富尔努莱斯的邮政编码为15600，INSEE市镇编码为15181。

## 政治
圣康斯坦-富尔努莱斯所属的省级选区为莫尔斯县。

## 人口
圣康斯坦-富尔努莱斯于2022年1月1日时的人口数量为568人。